# Meurtre de Ramarley Graham
Le meurtre de Ramarley Graham a eu lieu dans l'arrondissement du Bronx à New York le 2 février 2012. Richard Haste, un agent du service de police de New York, a tiré sur Graham dans la salle de bains de l'appartement de Graham. L'agent Michael Best avait été informé que Graham avait une arme à feu et croyait que Graham avait tendu  sa main pour se saisir d'une arme à sa ceinture après avoir ignoré les ordres de la police et crié des injures à la police. Haste a été accusé d'homicide involontaire, mais l'accusation a été abandonnée. La famille de Graham a intenté une poursuite contre la ville de New York, et la poursuite a été réglée pour 3,9 millions de dollars en 2015 mais la mère de Ramarley continue de se battre pour que le policier qui a tiré soit enfermé. Le NYPD Firearms Discharge Review Board a conclu que les tirs étaient conformes aux directives du département. En 2016, sous la pression de Bill de Blasio et avant la démission de Bratton, Haste s'est vu offrir tous les avantages, bien qu'il ait été blanchi de toutes les accusations criminelles et qu'il ait été jugé conforme aux directives.  Haste a choisi d'aller au procès du département. En 2017, une enquête interne du NYPD a exploré l'hypothèse que Haste avait utilisé de «mauvaises tactiques» avant l'assassinat. Haste a finalement démissionné de la NYPD plutôt que de se permettre d'être licencié.

## Contexte
Ramarley Graham était un adolescent afro-américain de 18 ans du Bronx.  Richard Haste était un officier de police faisant partie de l'Unité de répression des stupéfiants de la rue de NYPD (SNEU). Haste avait fait l'objet de six plaintes antérieures à celles posées par la mère de Ramarley, de la part Commission civile d'examen des plaintes, mais aucune n'a été justifiée.

## Déroulement
Graham a été repéré par des agents de l'unité de répression des stupéfiants de la rue NYPD alors qu'il quittait une bodega sur White Plains Road et East 228th Street le jeudi 2 février 2012, vers 15h00. Les policiers ont assuré qu'ils avaient vu Graham ajuster et tirer un fusil de sa ceinture. Les agents ont alors commencé à suivre Graham alors qu'il quittait la bodega et sont entrés dans un immeuble d'appartements, signalant par radio qu'ils avaient vu la "crosse d'un pistolet" sur l'adolescent. Aucune arme n'a été récupérée. Les agents ont affirmé qu'ils s'étaient approchés de Graham lorsqu'il a quitté le bâtiment, s'identifiant comme des policiers et lui disant de ne pas bouger.  Puis, les officiers ont déclaré dans leur rapport officiel que Graham a commencé à les fuir vers sa maison. Cependant, des preuves vidéo ont montré que Graham entrait par hasard dans sa maison alors que les policiers le suivaient discrètement. 
Après que les policiers eurent tenté sans succès de démolir la porte d'entrée de l'immeuble, les deux agents se sont rendus à l'arrière du bâtiment, où un locataire du premier étage les a fait entrer. Plutôt que d'attendre l'arrivée des renforts, les agents se sont rendus à la porte de l'appartement de Graham, où ils ont été accueillis par sa grand-mère. Selon le NYPD, Graham aurait aperçu les policiers et il aurait couru dans une salle de bains, où il aurait tenté de jeter un petit sac de marijuana dans les toilettes. L'agent Haste a déclaré qu'il a alors crié : «Montre-moi tes mains» et «Gun! Gun!» - alléguant qu'il croyait à tort avoir vu une arme à feu- avant de tirer  sur Graham dans le haut de la poitrine. Graham a été déclaré mort peu de temps après au centre médical de Montefiore. Il n'y avait aucune confrontation ou lutte entre Graham et l'agent Haste, et aucune arme n'a été jamais récupérée sur la scène de l’assassinat. 
L'officier Haste a été immédiatement placé en service modifié (c'est-à-dire suspendu). Il a été accusé d'homicide involontaire  et a été reconnu coupable quatre mois plus tard, en juin 2012, bien qu'il ait plaidé non coupable. Le juge de la Cour suprême du comté de Bronx, Steven Barrett, a par la suite annulé l'inculpation d'homicide involontaire de M. Haste, jugeant que l'accusation avait donné au grand jury des instructions erronées. Il a rejeté l'acte d'accusation sans préjudice et a donné au procureur de district la possibilité de demander un acte d'accusation auprès d'un autre grand jury à une date ultérieure.  Le bureau du procureur du district du comté de Bronx a présenté des preuves devant un autre grand jury en 2013, mais le grand jury a refusé de ré-inculper Haste sur des accusations d'homicide involontaire coupable.
Le NYPD a effectué un examen disciplinaire interne de l'incident, qui a révélé que Haste avait utilisé «un mauvais jugement tactique», ce qui a eu pour effet de le licencier. M. Haste a été informé de la décision le 24 mars 2017 et, lorsqu'il a appris qu'il devait être licencié, il a présenté sa démission deux jours plus tard.

## Procès
Le procès intenté par la famille de Graham pour violation des droits civils par le NYPD a été réglé pour 3,9 millions de dollars en janvier 2015. De ce total, 2,95 millions ont été accordés à la descendance de Graham, 500 000 dollars à Graham, 400 000 dollars à sa grand-mère et sa mère a reçu 40 000 $. 